# Desmaria mutabilis
Desmaria mutabilis är en tvåhjärtbladig växtart som beskrevs av Van Tiegh.. Desmaria mutabilis ingår i släktet Desmaria och familjen Loranthaceae. Inga underarter finns listade i Catalogue of Life.